# Páginas Banilejas
Páginas Banilejas fue una revista ilustrada mensual publicada en Baní, República Dominicana. 

## Historia
La revista fue fundada por  Ángel María Peña Castillo (1903-1972), donde la dirigió entre 1941 y 1975,  como una evolución de su pensamiento social e intelectual  siendo dirigida como una revista independiente hasta su muerte. 
Luego fue dirigida por un consejo de redactores, y colaboradores y periodistas de la época. Su contenido se dedicaba exclusivamente a las ciencias, artes y letras y también contenía espacios publicitarios para comerciales con un total de 420 números y más de 20 mil páginas
En el año 2015 el Centro Cultural Perelló de Baní comenzó un proceso de recopilación de las revistas de Páginas Banilejas para su digitalización para la suscripción en la UNESCO para el Registro Memoria del Mundo para América Latina y el Caribe y en el 2017  puso en circulación un libro que recoge los editoriales de la revista llamado “Editoriales Páginas Banilejas”.

## Patrimonio Documental
En el 2015 Fue clasificada como “Patrimonio Documental de América Latina y el Caribe” por el Comité Regional para América Latina y el Caribe del Programa Memoria del Mundo de la Unesco (MOWLAC) mediante el Centro Cultural Perelló.
El Centro Cultural Perelló en Baní inició un proceso de documentación y recuperación de los editoriales de Páginas Banilejas para su conservación y digitalización, donde se encuentra un espacio dedicado a esta revista.
El Ayuntamiento Municipal de Baní mediante una resolución de la sala capitular declaró  como Hijos Distinguidos del Municipio a los descendientes de Ángel María Peña Castillo, por su aporte en la dirección de la revista.

## Legado
Páginas Banilejas fue durante 34 años un medio de comunicación de la actividad sociocultural de Baní y la región, siendo un fomento de conocimiento sobre la historia, el arte y la moda, especialmente para la juventud.

## Galería

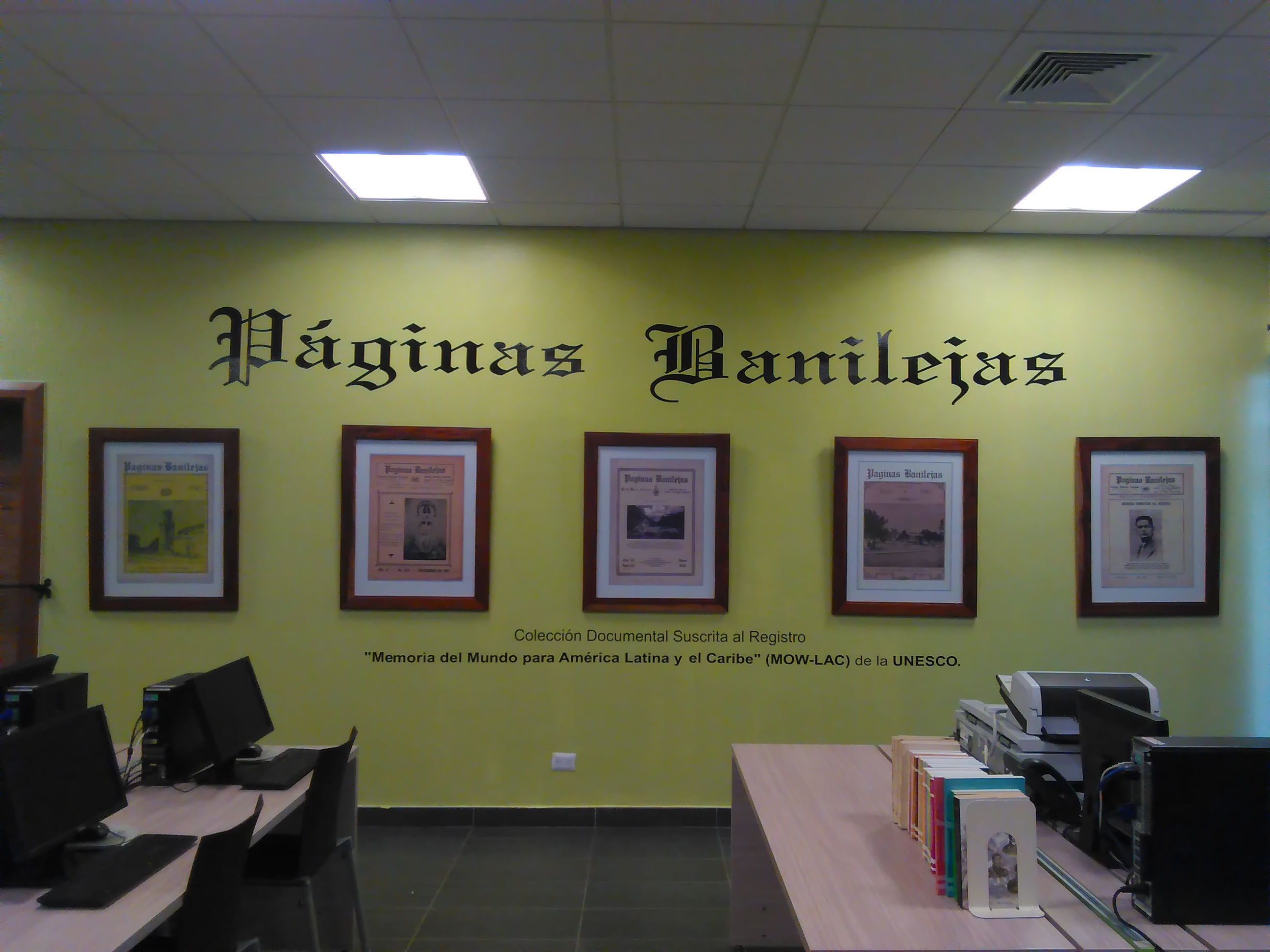
Colección de Páginas Banilejas, Centro Cultural Perelló en Baní